# سقاية

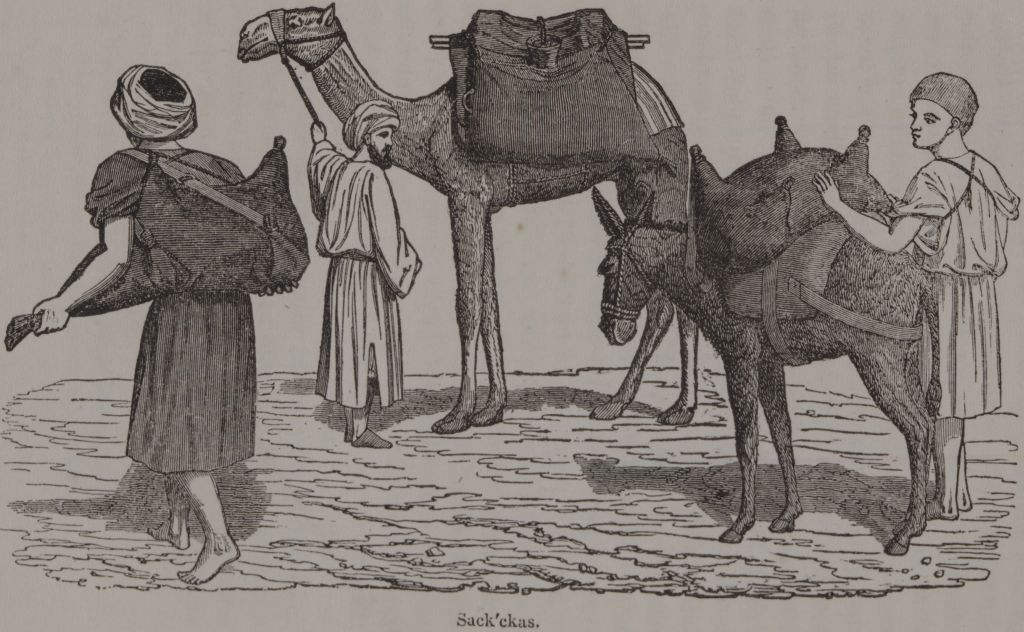
سقاءون.

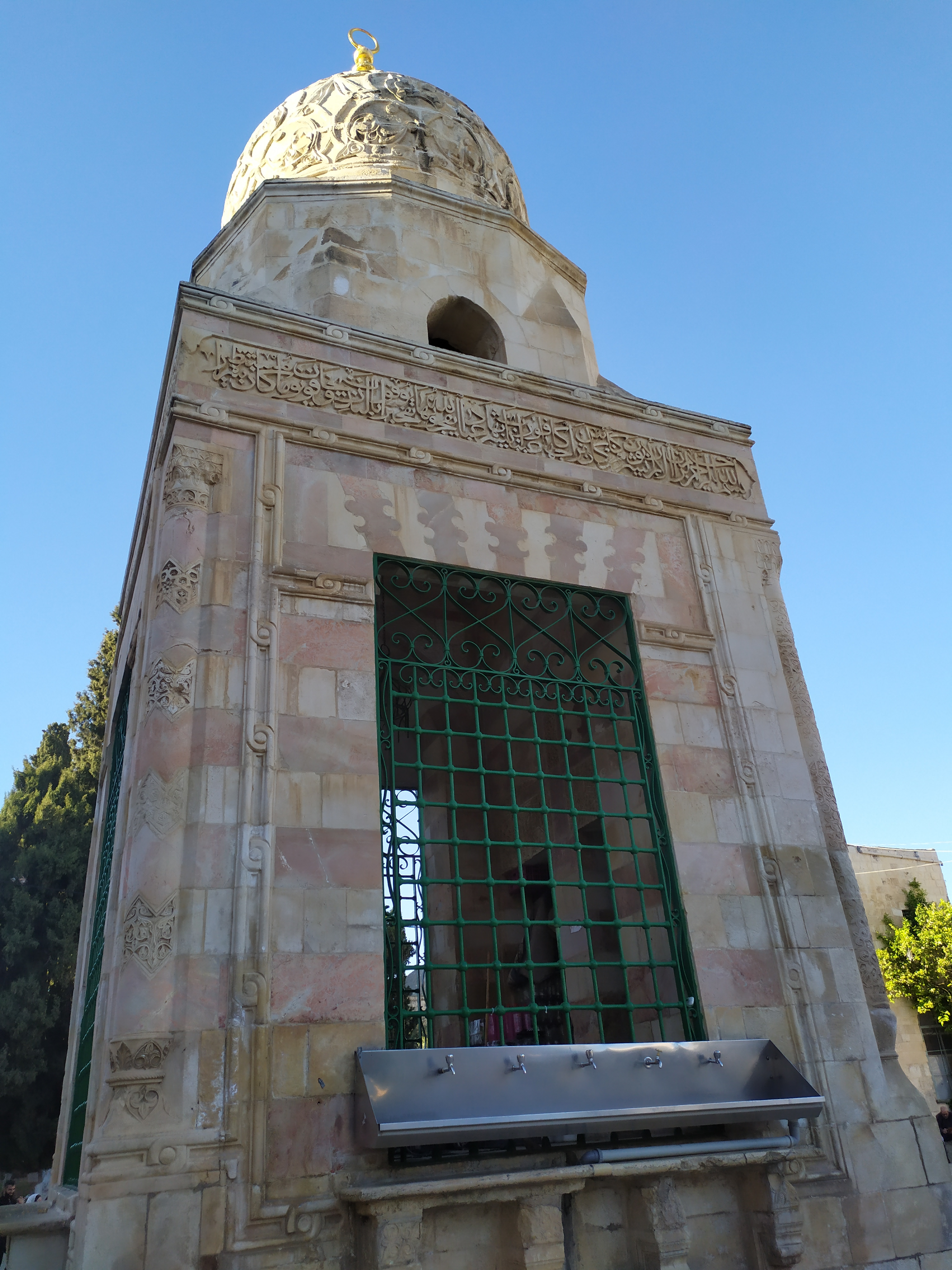
سبيل ماء قايتباي في المسجد الأقصى في القدس

السقاية وتعرف أيضًا بالزمزمة من الأمور التي كانت تقع على عاتق قريش أثناء الحج من توفير المياه للحُجَّاج الذين يأتون من كل البلاد إلى مكة، إلى أن تولَّى عبد المطلب جدُّ نبي الله محمد أمور السقاية، وكانت مكة تشهد نُدرةَ المياه وقلة الأمطار، ومن رؤيا حلم بها عبد المطلب استدلَّ على بئر زمزم، واستطاع هو وابنه الحارث أن يجدا مكانها، وحفراها فتدفقت المياه منذ ذاك الوقت إلى وقتنا الحاضر.

## في عهد الدولة العباسية
يقول أيوب صبري في كتابه (مرآة جزيرة العرب): ولما تولى بنو العباس الخلافة حالت أعمال الملك دون قيامهم بأمر السقاية، فكانوا يعهدون إلى آل الزبير المتولين التوقيت في الحرم الشريف القيام بأعمال السقاية بالنيابة، ثم طلب الزبيريون من الخلفاء العباسيين ترك السقاية لهم، فتركوها لهم بموجب منشور. إلا أنه نظرا لكثرة الحجاج فقد اشترك معهم آخرون في العمل باسم الزمازمة. (انتهى)
لاحقاً عمل الأتراك العثمانيين على تثبيت آل الزبير في عمل السقاية، حيث أنهم لا زالوا يتكفلون برئاستها حتى الوقت الحاضر. وآل الزبير هؤلاء يعرفون اليوم بـ «بيت الريس».

## في عهد الدولة العثمانية
من بعض الفرمانات التاريخية في العهد العثماني التي توضح  شيء من تسلسل مهنة السقاية في العهد الإسلامي ما يلي:
الفرمان العثماني في شهر رجب عام 1130 هـ وهو في عهد السلطان  السلطان أحمد الثالث بن محمد الرابع بن إبراهيم وفي عهد الشريف عبد الله بن سعيد، ونصه كالآتي " إنه من الزمان القديم في مكة المكرمة وخدمة بئر زمزم الشريف لأولاد سيدنا عبد الله بن الزبير وهم على قسمين فالرئيس الشيخ عبد السلام في علوه موقف ومخصص بتوقيت المسجد الحرام وأولاد الشيخ علي بن عبد العزيز في سقاية بئر زمزم وجملة السقاية تحت يده وأمره وبهذه الكيفية معروف ومألوف منذ ثمانمئة سنة وبوفاة ومن أولاد الشيخ عبد العزيز، الشيخ عبد المعطي الذي لم يعقب وبوقوع وفاته لا يكون من الخارج شخص مداخلاً في خدمة بئر زمزم لأجل محافظة واحترام الرسم القديم، ويرفع هذا الفرمان إلى مؤقت المسجد الحرام وقدوة العلماء المحققين الشيخ عبد السلام وبالخصوص توجه له براءة سلطانية شريفة وإلى دولة وسعادة شريف مكة عبد الله بن سعيد دامت معاليه والمشير المفخم نظام العالم والي جدة وزيرنا الحاج أبو بكر باشا أدام الله تعالى اجلاله وإلى أفضل قضاة المسلمين قاضي مكة المكرمة زِيد أفضاله، وقدوة العلماء المحققين مفتي مكة المكرمة محمد تاج الدين، ونائب الحرم الشريف السيد أحمد بن محمد، واعرضوا ذلك على الوجه المشروح وبموجب ذلك صار التوجه إلى محاسبة الحرمين لأجل قيد الفرمان في جدة، حرر في تاريخ ألف ومائة وثلاثين 1130 هـ في شهر رجب ويعمل ذلك والحذر الحذر من المخالف ... " انتهى
وبعض هذه الصكوك موجود بعهدة آل الريس وعمرها ما يقارب 400 عام. وبعضها موجود في الأرشيف العثماني بإسطنبول. وقد نقل بعضها بعض المؤرخين السعوديين، وأيضا اطلعت على مجموعة من تلك الصكوك العثمانية وزارة الحج والديوان الملكي السعودي ومركز تاريخ مكة المكرمة. وقد ثبتت الدولة السعودية مشيخة زمزم تشريفاً فقط لآل الريس حين اختلفت أساليب السقاية.
[بحاجة لمصدر]

## في عهد الدولة السعودية
في عهد الملك خالد بن عبدالعزيز، وعهد الملك فهد بن عبدالعزيز، بقي محمد عباس بن محمد الرضوان بن عبد السلام بن عثمان الريس الزبيري رئيساً للسقاية في الحرم الشريف إلى أن توفي العام 1412 هـ، وهو آخر من باشر مشيخة زمزم في الحرم الشريف من آل الزبير، رحمه الله، ثم لما اختلفت أساليب السقاية باستخدام الأجهزة الحديثة وانتشار الزمزميات في الحرم الشريف انتهت هذه الوظيفة الجليلة، وبمرسوم ملكي أمر بتثبيت السقاية تشريفا لآل الريس بصرف مخصص سنوي لشيخ ماء زمزم وذلك من الرئاسة العامة لشؤون الحرمين.
ويذكر المؤرخ محمد الحارثي: انتهت خدمة آل الريس على السقاية عام 1400 هـ، وكان آخر من تولى مشيخة السقاية أو خدمة زمزم هو الشيخ محمد عباس بن محمد رضوان بن عبد السلام الريس الزبيري، المتوفى عام 1412 هـ. وانحصرت مهمة السقاية في العصر السعودي الحديث في “مكتب الزمازمة الموحد” ؛ وكانت نشأته بالأوامر الملكية التالية:
1. الأمر رقم 7807 وتاريخ 22/11/1351هـ المصادق على تعليمات جراري الزمازمة والمحدد به رسوم تلك الخدمات.
2. المرسوم الملكي رقم م/12 وتاريخ 9/5/1385هـ بشأن تحديد عوائد أرباب الطوائف ومنها خدمات الزمزمي بمبلغ “3,30” ثلاثة ريالات وثلاثون هللة.
3. المرسوم الملكي رقم 4/ص 15217 وتاريخ 9/7/1397هـ بشأن رفع أجور خدمات أرباب الطوائف ومنها خدمات الزمزمي لتصبح “ 11,55” أحد عشر ريالًا وخمسًا وخمسين هللة.
4. الأمر رقم 954 وتاريخ 16/1/1402هـ بالموافقة على إبقاء طائفة الزمازمة وقصر عملهم خارج الحرم المكي.

وبناء عليه صدر قرار وزير الحج والأوقاف رقم 367/ق/م وتاريخ 16/9/1403هـ. وانحصر عمل المكتب خارج نطاق الحرم المكي الشريف في سقيا حجاج بيت الله الحرام بمساكنهم داخل مكة المكرمة تحت إشراف مباشر من وزارة الحج (وزارة الحج والعمرة حاليا).